# Термосноп
Термоснопът (на английски: Thermopile) е електронен преобразовател на термична енергия в електрическа енергия. Той се състои от няколко термодвойки свързани обикновено последователно или по-рядко успоредно. Термосноповете не мерят абсолютната температура, а генерират изходно напрежение, пропорционално на локалната температурна разлика или температурен градиент. Насочения към сензора лъчист поток енергия е поглъщан от черна мембрана и преобразуван в температура, която може и да е различна от локалната температура на сензора. Термосноповете са ключов компонент на инфрачервените термометри, използвани в медицината за измерване на температурата на тялото през ухото. Те са също широко използвани като сензори на термичния поток такива като Eppley pyrheliometer

 и контрол за безопасност на газови горелки. Изходният сигнал на термоснопа е обикновено от порядъка на микроволтове до миливолтове.
Исторически термосноповете са били използвани да генерират електрическа енергия за различни специални приложения. В последно време, минитюаризирани версии се употребяват за генериране на електронен сигнал като сензори.
- 2-канални термоснопни сензори с инфрачервени филтри за измерване на концентрацията на газове такива като метан и CO2.
- 4-канален термоснопен сензор за едновременно наблюдение на 4 различни отровни газа.
- Минитюаризиран сензор с вграден усилвател и цифрово-аналогов интерфейс, подходящ за измерване на телесната температурата в ухото.